# Appendectomie
Dit overzicht is mogelijk incompleet; u kunt helpen door het uit te breiden.

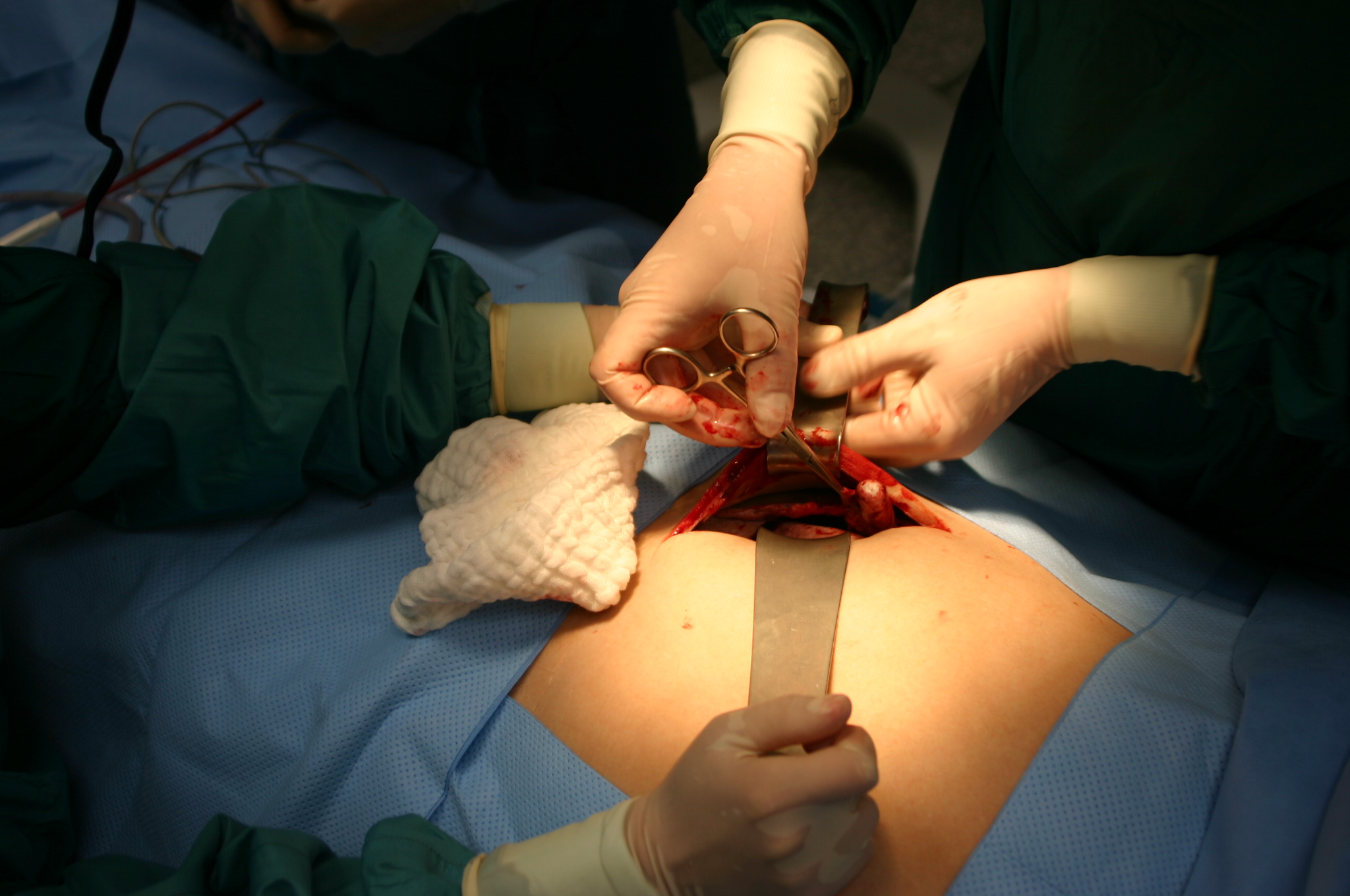
Appendectomie

Een appendectomie is een chirurgische procedure, sinds 2017 meestal een laparoscopische procedure waarbij de appendix (het wormvormig aanhangsel) wordt verwijderd, doorgaans vanwege een appendicitis. In de volksmond staat appendectomie bekend als blindedarmoperatie, hoewel niet de blindedarm maar alleen de ontstoken appendix wordt verwijderd.